# Brunelli
I Brunelli furono una dinastia di organari che operò tra il XVII e il XVIII secolo.

## Le origini
Le prime testimonianze sulla famiglia di organari si hanno in Piemonte intorno agli anni quaranta del seicento, quando vengono firmati i primi organi, da Carlo e da suo figlio Massimo. Poi, nel corso del Settecento si spostano a Milano, dove iniziano a costruire organi e a far manutenzione a quelli già esistenti in città. Nel corso della sua prima visita in Italia, Mozart suonò su un organo Brunelli nella chiesa di S. Antonio Abate di Milano, su cui compose il mottetto Exsultate, jubilate nel 1773. Il culmine della produzione organistica si ebbe con l'operato di Antonio Brunelli II, che morì a Milano nel 1842. La dinastia di organari finì col figlio di Antonio, Giovanni che fu maestro di cappella a S. Babila (Milano), ma non fu operoso come il padre.

## La dinastia Brunelli
- I Carlo I, Torino, un organo nel 1642 - Torino
- II Massimiliano - Torino
- III Carlo II, manutentore degli organi del Duomo di Milano dal 1706 - Milano
- IV Antonio I, Gaspare, Giacomo; i "Fratelli Brunelli" manutentori del Duomo di Milano dal 1725 - Milano
- V Giuseppe (figlio di Giacomo), manutentore degli organi del Duomo di Milano dal 1750 - Milano
- VI Antonio II, manutentore degli organi del Duomo di Milano dal 1811 al 1823 - Milano
- VII Giovanni, organaro e maestro di cappella a S. Babila - Milano

## Le opere
- Milano
  - Chiesa di S. Antonio Abate, seconda metà XVIII secolo
  - Chiesa di S. Maria al Paradiso, 1827
- Legnano
  - Chiesa della Natività della Beata Vergine, 1702 (modificato da Vittore Ermolli nel 1885)
- Limbiate
  - parrocchiale, 1809
- Poasco
  - Chiesa di S. Maria Assunta
- Lodi
  - Chiesa di S. Francesco
- Luino, fraz. Voldomino
  - Chiesa di S. Maria Assunta, Antonio Brunelli I, 1727 (trasportato da S.Maria in Monforte, Milano)